# سنت جوزف (آیوا)
سنت جوزف (به انگلیسی: St. Joseph) یک منطقهٔ مسکونی در ایالات متحده آمریکا است که در شهرستان ریوردیل واقع شده‌است. سنت جوزف ۶۱ نفر جمعیت دارد.